# Gåsvik
Gåsvik är en småort i Väddö socken i Norrtälje kommun, Stockholms län. 